# Воронцовський маяк
Воронцо́вський мая́к розташований на краю Карантинного (зараз Рейдового) молу в Одеському порту на Чорному морі.
В історії Одеського порту чітко проглядається «династія» Воронцовських маякових вогнів і маяків. Вони змінювали один одного, удосконалюючись і перебудовуючись, у міру подовження Карантинного та будівництва Рейдового молів.

## Історія
Найперший маяк Одеси був закладений при генерал-майорові Коблі в 1815 році не на нинішньому місці, а на мисі Великого Фонтану. Добудований він був при генерал-губернаторі світлішому князеві Воронцові, відкритий 6 грудня 1827 і отримав в народі назву Воронцовського. Маяк був обладнаний двома паровими машинами і сиреною для сигналів в тумані.
Перший стаціонарний маяк на молу, що був дерев'яним, встановлений в 1845 році на краю Карантинного молу за ініціативою відомого російського флотоводця, першовідкривача Антарктиди адмірала Михайла Лазарєва.
У 1863 році споруджується чавунна башта висотою 17 метрів. 30 листопада 1867 року Воронцовський маяк в Одесі був оснащений електричними лампами. Таким чином, він став першим в Україні і тодішній Російській імперії та четвертим у світі електричним маяком. На маяку були встановлені два локомобілі і два магнітоелектричних генератори змінного струму, а також електродугові лампи Фукко і Соррена. До цього моменту нагорі перед рефлекторами запалювалися 13 ламп з дерев'яною або суріпною олією, вогонь від яких було видно до 20 миль. Так маяк став електричним. Навіть у 1882 році з 5000 світових маяків тільки 14 були електричними.
1888 року башта маяка була переобладнана. Цей Воронцовський маяк являв собою сімнадцятиметрову чавунну башту витонченої маякової архітектури, що звужувалася догори, з виписаним з Парижа освітлювальним апаратом системи Френеля і, як було голосно записано в лоції, приміщенням для маякових сторожів. У 1910 році на маяку встановлений ревун (наутофон).
Як згадував Корній Чуковський: «Это была самая что ни на есть нищая конура с узкой койкой и перевернутым ящиком вместо стола.» (рос.)
Біла башта, що стоїть в середині затоки, білі рятівні кола, білі й чорні захисні ланцюги, яскраво-мідний дзвін, круті кам'яні сходи до самої води, нічний червоний вогонь — все це створювало навколо маяка своєрідний ореол романтики, що надовго запам'ятався одеситам різних поколінь.
15 вересня 1941 року маяк був підірваний відступаючими радянськими військами.

## Відомі люди про Воронцовський маяк

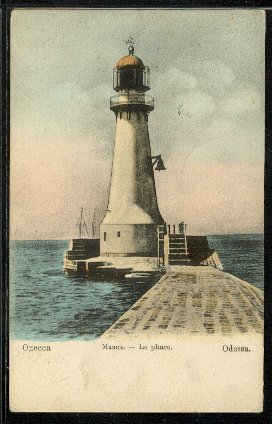
Чавунний маяк, 1890-ті роки

Вірші та проза, фотографії та кінофільми, значки та листівки перетворили Воронцовський маяк в символ Одеси — свого роду візитну картку, що «вручається» всім, хто прибуває в місто морем.
- Олександр Купрін так писав у відомому творі «Гамбринус»(рос.):

|  | Часто в порт заходили трехмачтовые итальянские шхуны со своими правильными этажами парусов — чистых, белых и упругих, как груди молодых женщин; показываясь из-за маяка, эти стройные корабли представлялись чудесными белыми видениями, плывущими не по воде, а по воздуху, выше горизонта |

- На маяк з палуби старого пароплава «Тургенев» дивився юний Валя Катаєв, а потім написав в повісті «Белеет парус одинокий»(рос.), як пароплав входив в порт,

|  | очень близко огибая толстую башню, в сущности, не очень большого маяка с колоколом и лестницей |

- Молодий Едуард Багрицький ходив на шаланді з ланжероновськими рибалками, де

|  | За маяком, за вольным поворотом Свежеет ветер и плывут дубки |

(вірш «Порт»(рос.)).
- Гімназистка Віра Інбер бачила маяк з балкона своєї гімназії, звідки, як вона написала у творі «Смерть луны»(рос.)

|  | маяк был виден, как тонкая свеча, потушенная на рассвете |

- Юнацькі враження від маяка залишилися і в Юрія Олеші в книзі «Ни дня без строчки»(рос.):

|  | Я не был на маяке, я только видел, как он горит. Мало сказать видел: вся молодость прошла под вращением этого гигантского то рубина, то изумруда. Он зажигался вдали сравнительно не так уж далеко, километрах в двух, что при чистоте морского простора — ничто! Зажигался в темноте морской южной ночи, как бы появляясь из-за угла, как бы вглядываясь именно в вас. Боже мой, сколько красок можно подыскать здесь, описывая такое чудо, как маяк, такую древнюю штуку, такого давнего гостя поэзии, истории, философии |

(На початку XX століття одеські дерева були молодше, дома істотно нижче, тому маяк можна було бачити з різних точок міста.)
«За окном редакции зеленел воздух и мерно мигал красным огнем Воронцовский маяк»(рос.)
 — так починався вечір для секретаря редакції газети «Моряк» Костянтина Паустовського, який опише маяк в повісті «Время больших ожиданий»(рос.).

## Руйнування маяка
Мы уплывали и возвращались,
Парней одесских знают все моря,
Но никогда мы так не волновались,
Когда родной мы видели маяк.(рос.)

Цю пісню восени 1942 року написав в оточеному Ленінграді поет Всеволод Азаров, не знаючи, що маяк рідного міста вже зруйнований.
Під час оборони Одеси його довелося зруйнувати, щоб позбавити німецьких та румунських артилеристів в Чабанці можливості прицілюватися по маяку для обстрілу акваторії порту. Маяк був підірваний 15 вересня 1941 року. Під час війни був також сильно пошкоджений Карантинний мол, особливо його край.

## Новий маяк
Спочатку в 1950—1953 відновили мол, що отримав назву Рейдовий. Потім на нього поставили новий маяк, на відміну від колишнього, з циліндричною баштою. За традицією його називають Воронцовським.
Біла башта маяку з червоним ліхтарем заввишки 26 метрів виготовлена на Кронштадтському судноремонтному заводі в 1954 році. Маяк видно за 15 морських миль. Всередині «голови» молу змонтована апаратура кругового радіомаяку та силова частина звукосигнальної туманної установки — наутофона.
Воронцовський маяк є переднім маяком створу, що веде в акваторію порту з моря. Заднім маяком цього створу слугує задній Одеський маяк створу, біла чотиригранна башточка з червоним ліхтарем, що встановлена на даху білої багатоповерхової будівлі на висоті 20 м на відстані 1,2 милі від Воронцовського.
Так продовжується славна історія Воронцовського маяка, відлитого в бронзі медалі «За оборону Одеси».
У вересні 2019 року було завершено першу від часів побудови модернізацію. Маяк отримав новий світлооптичний апарат і додаткову лінзу для нього, чотири сонячні, дві акумуляторні й одну гальванічну батарею, що дозволить йому працювати автономно. Крім того на маяку тепер функціонує новий сучасний блок моніторингу.
Також був проведений ремонт вежі та маячно-технічної споруди, проведено зміцнення підстави маяка, в якій було чимало тріщин і пустот.
Тепер маяк багатофункціональний: не лише світить для кораблів, а став місцем проведення публічних заходів, до прикладу, показ мод. Там навіть зафіксували рекорд — найдовший подіум України. Також його відкрили для відвідування туристів.